# 立陶宛波蘭族選舉行動—基督教家庭聯盟
立陶宛波蘭族選舉行動－基督教家庭聯盟（縮寫為LLRA–KŠS，缩写为AWPL–ZCHR）是立陶宛中間偏右政黨。該黨代表波蘭族少數族群，並定位為基督教民主主義政黨。
立陶宛波蘭族選舉行動成立於1994年，由立陶宛波蘭族協會（Association of Poles in Lithuania）的政治組織所組成。2000年代，該黨支持率持續上升。2009年歐洲議會選舉，該黨得票率達8.2%，成功拿下一席。該黨的票源主要來自東南部和首都周圍等波蘭族聚集的地區。

## 選舉表現

### 立陶宛議會
下表包括立陶宛波蘭族協會在1992年的選舉結果。
| 年   | 得票率（%） | 席次 | 組閣                 |
| ---- | ----------- | ---- | -------------------- |
| 1992 | 2.14        | 4    | 無                   |
| 1996 | 3.13 ▲      | 1 ▼  | 無                   |
| 2000 | 1.95 ▼      | 2 ▲  | 有（2000年－2001年） |
| 2004 | 3.79 ▲      | 2    | 無                   |
| 2008 | 4.80 ▲      | 3 ▲  | 無                   |
| 2012 | 5.83 ▲      | 8 ▲  | 有（2012年－2014年） |
| 2016 | 5.72 ▼      | 8    | 無                   |
| 2020 | 4.97 ▼      | 3 ▼  |                      |
| 2024 | 3.96 ▼      | 3    |                      |

## 外部連結
- 官方網站 （页面存档备份，存于） （立陶宛文） （波兰語）